# Sidi Mokhfi
Sidi Mokhfi  (in arabo سيدي المخفي‎?) è un centro abitato e comune rurale del Marocco situato nella provincia di Taounate, regione di Fès-Meknès. Conta una popolazione di 8 705 abitanti (censimento 2014).